# Тенгбоче (монастырь)
Эта статья — о монастыре. О непальской деревне, в которой он расположен, см. Тенгбоче.
Монастырь Тенгбоче (он же Тьянгбоче, Дава Чолинг Гомпа и Тхьянгче Донгак Тхакчок Чхолинг (тиб. ༄༅༎སྟེང་ཆེ་མདོ་མྔགས་བེག་མཆོག་ཆོམ་གླེང་།)) — шерпский буддистский монастырь (гомпа), расположенный в деревне Тенгбоче (сельский округ Кумджунг, регион Кхумбу, восточный Непал) на высоте 3867 метров над уровнем моря. Самая большая гомпа в регионе Кхумбу. Построен в 1916 году. Основатель — Лама Гулу (Чатанг Чотар) из тибетского монастыря Ронгбук, с которым Тенгбоче сохраняет тесные связи. В 1934 году монастырь Тенгбоче был разрушен в результате землетрясения, но вскоре был восстановлен. В 1989 году опять был разрушен, на этот раз из-за пожара, и снова воссоздан при помощи добровольцев и при международной поддержке.
Монастырь Тенгбоче расположен посреди национального парка Сагарматха; из него хорошо видны многие вершины Гималаев, в том числе высочайшие: Джомолунгма, Табоче, Нупцзе, Лхоцзе, Ама-Даблам и Тхамсерку.
Монастырь популярен среди туристов. Национальный парк Сагарматха проводит специальную экскурсионную программу — проект «Ощути святые места» (англ. Sacred Sites Trail Project), в рамках которой предусмотрено посещение десяти монастырей, расположенных в окрестностях Джомолунгмы, и посещение Тенгбоче завершает эту экскурсию.

## История
Буддизм проник в долину Кхумбу, где расположен монастырь Тенгбоче, около 350 лет назад. В древних тибетских рукописях эта долина уже упоминается как одно из святых мест, наряду с долинами Ровланг и Ханбалунг. Там же говорится про ламу по имени Сангва Дордже, который основал первый буддистский монастырь в долине Кхумбу — в Пангбоче, а также множество небольших скитов. Там же говорится, что Сангва Дордже обладал ясновидением и огромными духовными знаниями, что позволило ему предсказать появление монастыря около деревни Тенгбоче — на месте, где он медитировал и оставил след на скале.
Действительное основание монастыря произошло значительно позже, во времена Нгаванга Тенцина Норбу (Норбу считается пятой инкарнацией Сангвы Дордже). Он основал монастырь Ронгбук в Тибете, у Северной стены Джомолунгмы, а потом благословил Чатанга Чотара, известного как лама Гулу, на создание ещё одного монастыря — в деревне Тенгбоче.
Так в 1916 году монастырь Тенгбоче был основан. Он стал первым монастырём для целибатов школы Ньингма (одно из направлений буддизма Ваджраяны). Неподалёку расположены ещё несколько небольших монастырей.
Трое местных богатых шерпов оказали финансовую поддержку созданию монастыря Тенгбоче. Самым известным и влиятельным из них был шерп по имени Карма, который был сборщиком налогов и пользовался расположением правителей Непала династии Рана. Утверждается, что кроме шерпов из Кхумбу, в строительстве монастыря принимали участие шерпы из Шерунга.
Однако монастырь Тенгбоче не является древнейшим культовым объектом в одноимённой деревне. Некоторые из деревенских храмов, ступ и меньших по размеру буддийских святынь датируются 1880 годом или ранее. Стена Мани, сложенная из каменных плит, на которых написаны молитвы и священные тексты, датируется 1915 годом.
В 1934 году монастырь Тенгбоче был разрушен землетрясением, и вскоре после этого умер основатель монастыря лама Гулу. Заниматься восстановлением Тенгбоче пришлось его преемнику — Умце Гелдену. Нгаванг Тенцин Норбу сильно поддерживал восстановление монастыря. Работы по воссозданию монастыря велись силами монахов и местных жителей; в них также принял участие квалифицированный плотник из Лхасы. Стены расписывал знаменитый художник Каппа Калден.
С ростом посещаемости региона Кхумбу туристами и альпинистами, росла и известность монастыря Тенгбоче.
19 января 1989 года из-за короткого замыкания электропроводки возник пожар, который быстро распространился и уничтожил множество ценных старинных рукописей, статуй, росписей и резных орнаментов. Растрескался даже каменный монумент с предполагаемым отпечатком левой ноги Сангвы Дордже. Несколько путешественников, бывшие в то время в монастыре, помогли спасти от огня некоторые книги и картины.
Монастырь пришлось второй раз восстанавливать; пожертвования на это дело собирались по всему миру, что позволило завершить его достаточно быстро. Различную помощь в восстановлении монастыря оказали: первовосходитель на Джомолунгму Эдмунд Хиллари, фонды «Himalayan Trust» и «American Himalayan Heritage Foundation» и множество людей доброй воли из разных стран и народов.

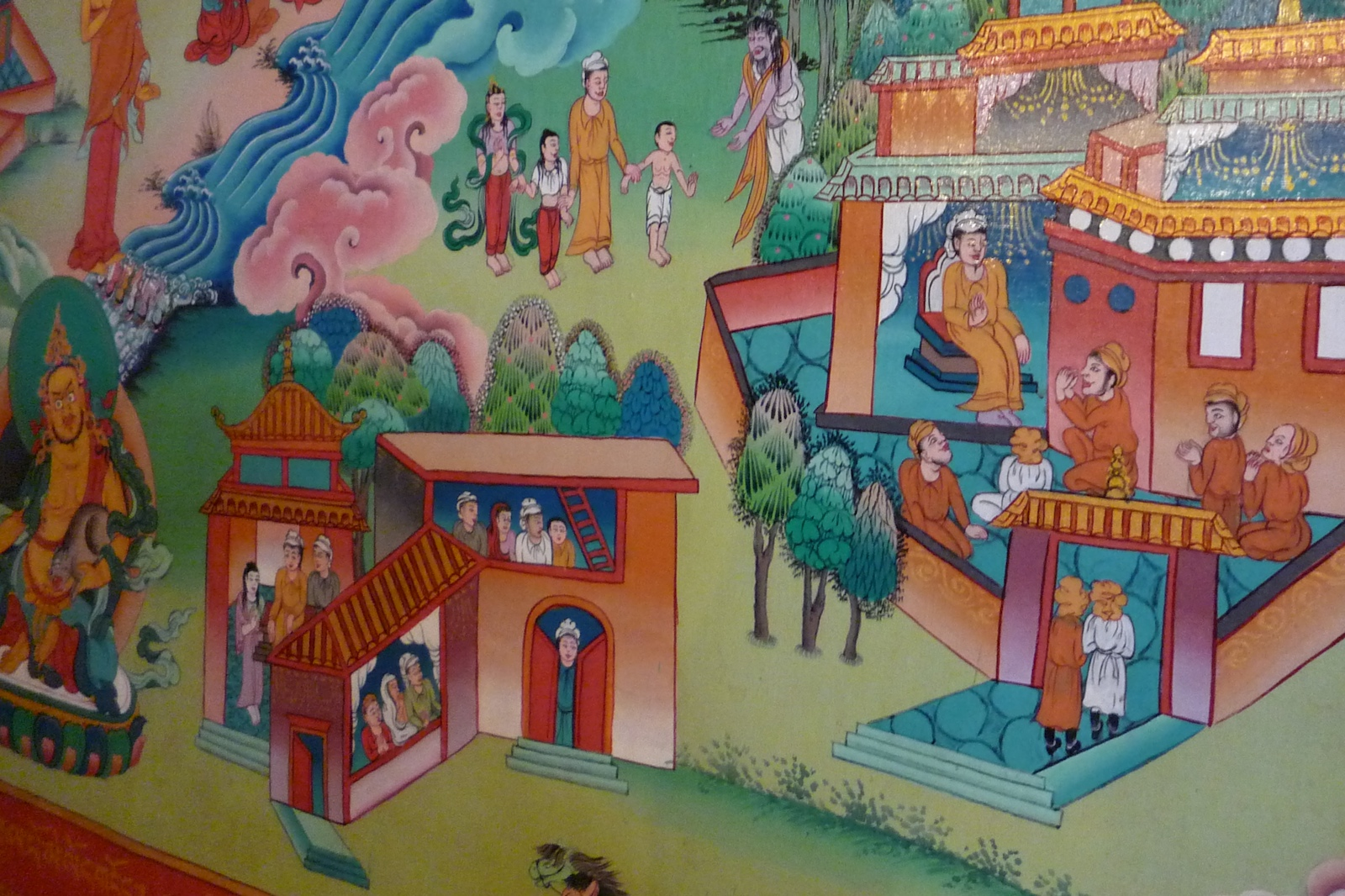
Отреставрированные стенные росписи

В 1989 году монастырь уже возглавлял его нынешний настоятель — Наванг Тенцинг Джангпо, который считается перевоплощением ламы Гулу, основавшего монастырь. Он установил равенство между всеми посетителями монастыря — туристами, альпинистами, паломниками любых деноминаций, что помогло привлечь средства для реставрации. Реставрационные и другие работы снова велись силами буддийских монахов и шерпов-добровольцев. Среди тех, кто трудился во время второго воссоздания, можно отметить тибетского художника по имени Тарке-ла. На фресках, написанных им, изображены бодхисатвы или Будда, занятые украшением святилища.
Как и Ронгбук, Тенгбоче является монастырём, стоящим на пути восхождения на вершину Джомолунгмы (Ронгбук расположен на северном маршруте, Тенгбоче — на южном), и его история также переплетается с историей покорения высочайшей вершины мира. Один из двух первовосходителей Джомолунгмы, шерп Тенцинг Норгей, одно время проживал в деревне Тенгбоче недалеко от этого монастыря. Так монастырь Тенгбоче получил международную известность: через него альпинисты идут в южный (непальский) Базовый лагерь Джомолунгмы, откуда уже поднимаются на вершину через ледопад Кхумбу и по Западному гребню горы. Многие альпинисты посещают этот монастырь, чтобы зажечь свечи и снискать благословение богов, помогающих взойти на вершину и вернуться целыми и невредимыми.
Среди посетителей монастыря был и Джон Хант, руководитель Британской экспедиции на Джомолунгму 1953 года, совершившей первовосхождение. Впоследствии Джон Хант в своей книге «Восхождение на Эверест» (англ. The Ascent of Everest) написал:

Тхянгбоче — это, должно быть, одно из самых прекрасных мест в мире. Высота более 12000 футов. Монастырские здания построены на холме, расположенном на конце большого отрога, преграждающего прямой путь реке Имдже. И монастырь, и окружающие его здания — всё чудное, изящное, всё отдаёт каким-то средневековьем; эту горную панораму нельзя сравнить ни с чем из того, что я раньше видел — в Гималаях или где-то ещё.
Оригинальный текст (англ.)Thyangboche must be one of the most beautiful places in the world. The height is well over 12,000 feet. The Monastery buildings stand upon a knoll at the end of a big spur, which is flung out across the direct axis of the Imja river. Surrounded by satellite dwellings, all quaintly constructed and oddly mediaeval in appearance, it provides a grandstand beyond comparison for the finest mountain scenery that I have ever seen, whether in the Himalaya or elsewhere.

Восстановленный монастырь был официально освящён в 1993 году и рассматривается как «ворота Джомолунгмы». Реставрация религиозной комнаты Гуру Римпоче была завершена в сентябре 2008 года. Ворота монастыря были восстановлены при поддержке фонда «Greater Himalayas Foundation».

## География

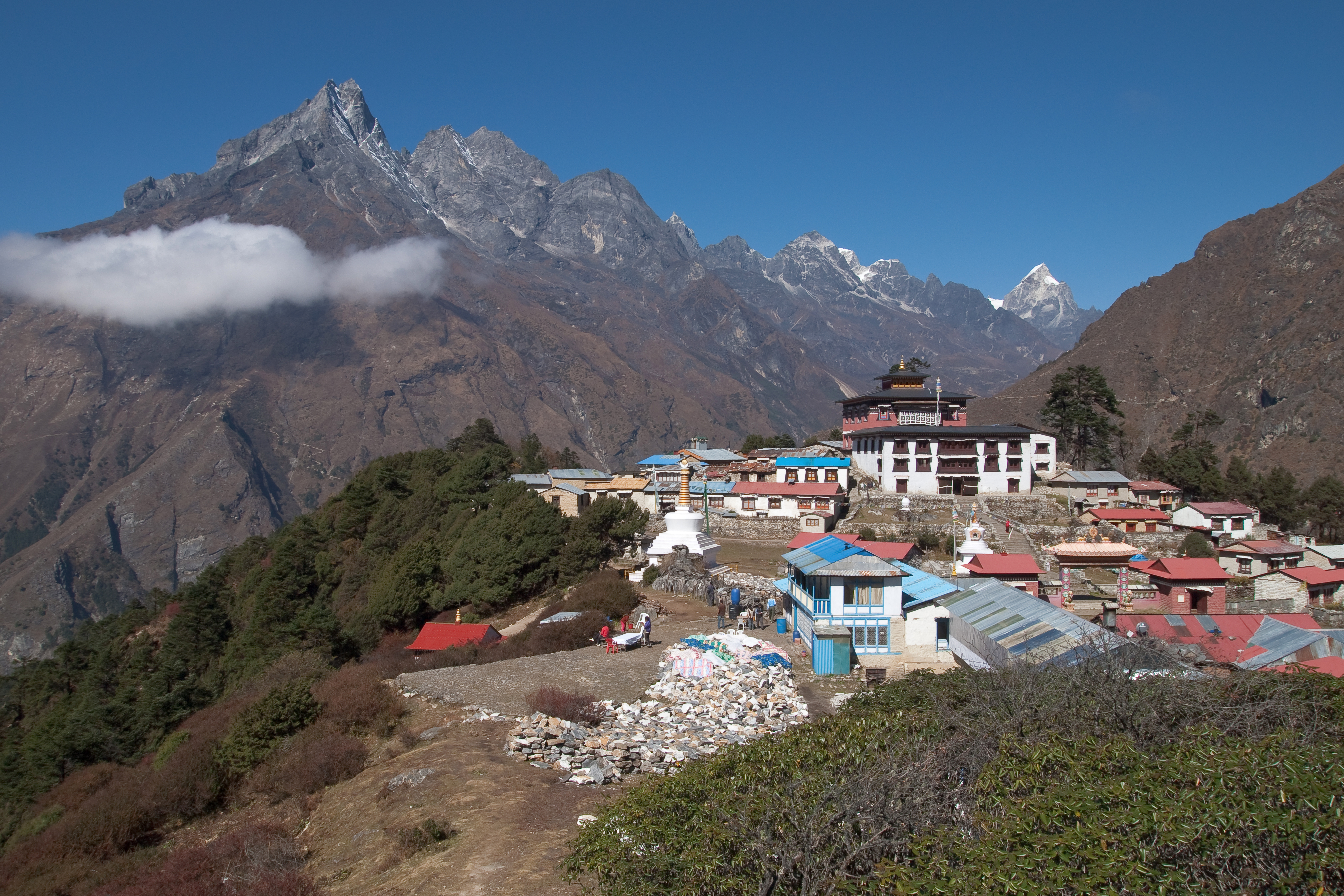
Монастырь на фоне гор

Монастырь Тенгбоче располагается на холме около места слияния рек Дудх-Коси и Имджа-Кхола. Это место находится в Непале, район Солукхумбу, к северо-востоку от Катманду, рядом с границей Китая (Тибета) и Непала. Местное население — в основном, шерпы, потомки переселенцев из Тибета, прибывших сюда примерно шестьсот лет назад. Горная тропа от монастыря ведёт в посёлок Намче-Базар, а оттуда — к аэропорту в Лукла, принимающему самолёты из Катманду.
Путь из Лукла до Тенгбоче занимает три дня при интенсивной ходьбе, но для лучшей высотной акклиматизации его рекомендуется проходить за четыре дня. В начале этой тропы — переправа через реку Дудх-Коси на высоте 3250 метров над уровнем моря, затем она идёт на подъём, и в Тенгбоче достигает высоты в 3870 метров. От неё ответвляется нисходящая тропа, ведущая к другой обители — женскому монастырю Девоче (Devouche).
За Тенгбоче виднеется пик Ама Даблам, покрытый (особенно зимой) ослепительно ярким снегом. От него уже недалеко до Джомолунгмы, соединённой с Лхоцзе Южным седлом; а рядом — ещё восьмитысячники и множество семитысячников. Тенгбоче расположен на полпути до базовых лагерей альпинистов, восходящих на эти горы. Всё это — территория Национального парка Сагарматха, занимающего 1148 км2. Благодаря такому расположению, монастырь Тенгбоче посещает большое количество туристов из разных стран мира (а не только религиозные паломники).
Весной у Тенгбоче на склонах холма цветёт множество рододендронов.

## Строения
Современные монастырские строения сложены из камня. Имеется большой внутренний двор и складские помещения. Главным зданием монастыря Тенгбоче является доханг — ритуальный холл с большой, расположенной на двух этажах, статуей Будды Шакьямуни. Рядом с ней установлены статуи Манджушри и Майтреи. Другая важная реликвия монастыря — рукописные тексты Ганджура — учения Будды, переведённые на классический тибетский.
В восстановленном монастыре также есть площадка для кемпинга и множество лоджий. Периметр территории монастыря выложен древними камнями мани с начертанной на них мантрой «Ом мани падме хум», а над всем этим развеваются разноцветные молитвенные флаги

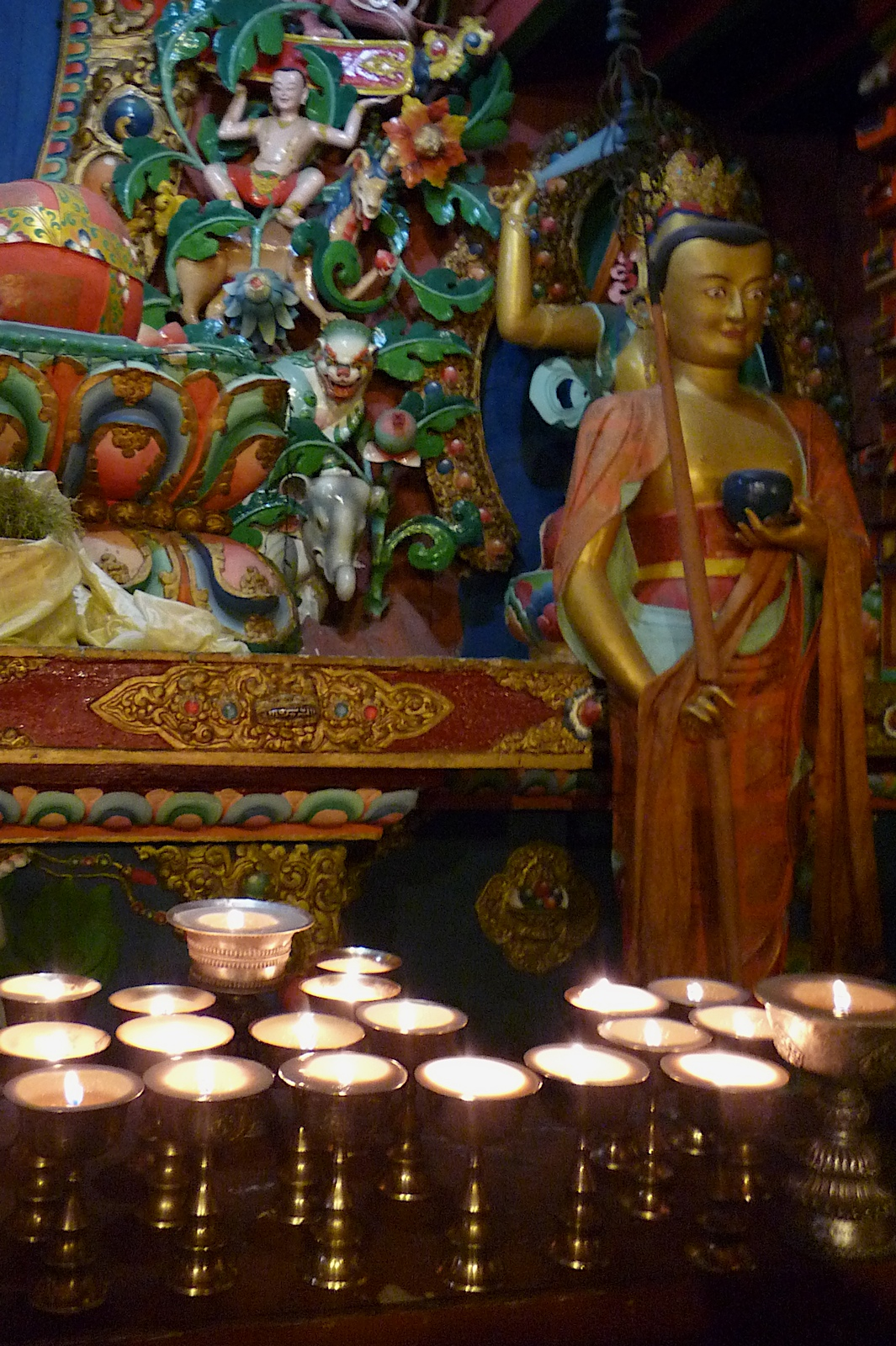
Божество в главном святилище

При этом, в восстановленном после пожара монастыре отсутствовали многие удобства, в том числе надёжное снабжение безопасной питьевой водой, электричеством и т.д. Специалисты подготовили «Мастер-план», средства на его осуществление были собраны. Теперь в Тенгбоче есть постоянно действующий водопровод, местная канализация, своя мини-ГЭС, обеспечивающая монастырь электроэнергией, высокогорная плантация лекарственных растений, «Эко-Центр», занимающийся развитием устойчивого туризам, комнаты отдыха для носильщиков. Также разработаны схемы финансирования за счёт доходов от туризма устойчивого развития местного населения, в том числе образования.

## Произведения искусства
Некоторые оригинальные произведения изобразительного искусства, бывшие в монастыре в его первые годы, датируются XIV веком (по утверждениям Fuerer Haimendorf), но те, что находятся там в настоящее время, написаны в XX столетии. Монастырь богато украшен настенными росписями, танка и скульптурами. Критик-искусствовед Тукки (Tucci) так отозвался о коллекциях Тенгбоче:

мотивы различного происхождения и барочная роскошь отделки подчёркиваются некоторой тяжестью конструкции и стремятся не оставлять незаполненных пространств
Оригинальный текст (англ.)motifs of differing origin and baroque exuberance of workmanship are underlined by a certain heaviness of design and concern not to leave any space unfilled

Далее Тукки развивает тему чрезмерного использования изображений в тибетском искусстве:

Даже форма тибетской утвари и мебели — напыщенные. Выпуклые чайники с узкими горловинами и высокими куполообразными крышками нисколько не похожи на лёгкие персидские или китайские.
Оригинальный текст (англ.)Even the shape of the Tibetan utensils and furniture is overblown. The bulging teapots, rather short necked with their high domed lids have none of the lightness of the Persian or Chinese ones.

## Женский скит монастыря
Буддизм Ваджраяны не проводит существенной дискриминации между мужчинами и женщинами в постижении вероучения. В первые годы после основания монастыря Тенгбоче, монахини здесь жили, трудились и изучали буддизм вместе с монахами. Но годы спустя, когда монахини захотели поселиться в отдельном месте, настоятель монастыря Лама Гулу дал им участок земли недалеко от Тенгбоче: около небольшой деревне Девоче, среди зарослей можжевельников и рододендронов, на высоте 3800 метров над уровнем моря, . Так была основана женская обитель, названная Женский монастырь Девоче (или Дебуче) (англ. Devoche or Debuche Nunnery (Ani)). Она, хоть и отделилась территориально, осталась в подчинении настоятеля монастыря Тенгбоче, став своего рода отделением или филиалом монастыря. Одно время там жили пятнадцать монахинь, сейчас осталось только девять престарелых насельниц, живущих в бедности. Многие монахини уехали отсюда в Катманду или в Индию, чтобы продолжать занятия там.

## Другие дочерние монастыри

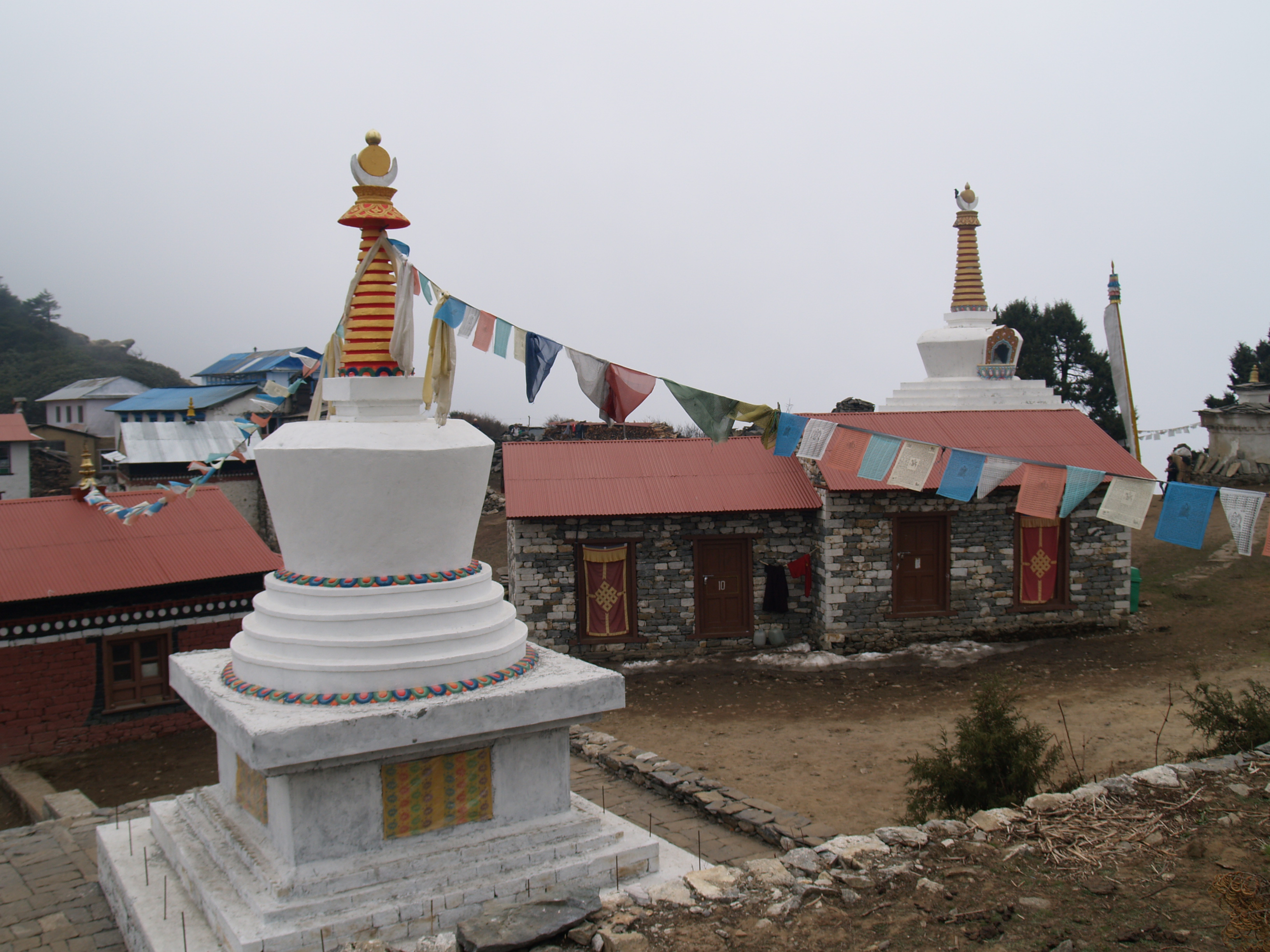
Ступы в деревне Тенгбоче

У монастыря Тенгбоче также есть дочерние подчинённые монастыри, скиты и ступы, в том числе в Пангбоче, Тхаме, Лавдо, Кумджунге, Кунде и других соседних деревнях.

## Праздник Мани Римду
Мани Римду — важнейший праздник для шерпов. «Мани» означает «часть песни Ченрезига», а «Римбу» или «Рилбу» — «красные шарики», которыми благословляют участников фестиваля. Традиция празднования Мани Римду пришла в Тенгбоче из монастыря Ронгбук. Во время фестиваля проводятся праздничные церемонии и медитационные (ретриты) Друбчен.
Праздник начинается с создания мандалы из разноцветного песка, добытого в разных местах среди гор и холмов. На то, чтобы выложить из песка рисунок мандалы, уходит четыре часа. Затем мандалу накрывают и ставят на почётное место посреди празднества, где она пребывает следующие десять дней.
В программе фестиваля — 16 танцевальных номеров с комическими интерлюдиями. В конце праздника, когда все гости уже покинут монастырь, монахи проводят огненный обряд Хома, чтобы развеять все беды мира. Потом песчаная мандала убирается со словами пожелания всех благ всем чувствующим существам. Завершается фестиваль танцем-маскарадом с обращениями к некоторым богам как к проявлениям Ринпоче, основателя тибетского буддизма и победителя демонов.
Фестиваль длится девятнадцать дней и проводится в десятый лунный месяц по тибетскому календарю (по григорианскому — в октябре-ноябре каждого года). Как раз в это время года открывается осенний сезон восхождений на Джомолунгму, и большие группы туристов и альпинистов идут через Тенгбоче до южного базового лагеря, поэтому у этой церемонии в монастыре Тенгбоче бывает много посетителей из разных стран. Монастырь Тенгбоче и фестиваль Мани Римду — одни из основных туристических достопримечательностей Непала. Количество посетителей монастыря составляется около 15000 человек в год, а в разгар туристического сезона — доходит до 600 в неделю.

## В культуре
Монастырь Тенгбоче упоминается в песне «Wild Man» из альбома «50 Words for Snow» певицы Кейт Буш.